# 上田雄三
上田 雄三（うえだ ゆうぞう、1951年6月4日 - ）は、日本のキュレーター。多摩美術大学芸術学科非常勤講師(2008-2012)、同大学校友会理事(副会長)を務める。

## 人物
- 静岡市生まれ。多摩美術大学グラフィック・デザイン科卒業。
- 1976年より日韓文化交流に携わる、特にアジアのアーティストの展覧会を日本、韓国、中国、台湾のみならずフランス、ドイツ各国において多数企画する。
- 1993年 横浜・サンディエゴ姉妹都市委員会/日本側委員
- 1998年「新潟アジア祭」（韓国・中国・モンゴル・ロシア）事務局長
  - 「Whanki Museum Prix（韓国）」日本側キュレーター
  - 「超日常展」上海美術館実行委員会/事務局長
- 2000年 「第三回光州ビエンナーレ [:en]」（アジアセクション・芸術と人権）事務局長
  - 「新潟アジア祭」事務局長
  - 「第三回光州ビエンナーレ 巡回展-宇都宮美術館」事務局長
- 2003年 ギメ東洋美術館/ゲスト・キュレーター
- 2005-2006年 「日本におけるドイツ/グローバル・プレイヤーズ展」日本側キュレーターを務めた。
- 2008-2010年 「アジア編集長会議」日本、韓国、中国、台湾、インド、インドネシアの美術雑誌との交流に貢献している。

## 企画
- 1998年 「ベルリン・東京・ソウル」展（金村修等）/Whanki Museum、ソウル、韓国
  - 「超日常」展（荒木経惟、杉本博司、森万里子等）上海美術館、上海、中国
- 1999年 「New Installations from Asia」The Mattress Factory Museum、ピッツバーグ、アメリカ
- 2002年 「郭仁植回顧展」光州市立美術館、韓国
  - 「11&11・コリア・ジャパン・コンテンポラリーアート展」省谷美術館[:en]、ソウル、韓国
- 2003年 「伊丹潤-建築展」ギメ東洋美術館、パリ、フランス
- 2004年 「伊丹潤-建築展」Aedes East Architecture Forum、ベルリン、ドイツ
- 2005年 「Global Players-日本におけるドイツ」BankART1929、東京、札幌
- 2006年
  - 「Global Players-日本におけるドイツ」Ludwig Forum Aachen、アーヘン、ドイツ　
  - 「The Art of Passart-Ism/フォルクスワーゲン」丸の内　マイプラザ1F、東京
  - 「第6回上海ビエンナーレ/祐成政徳」CITIC SQUARE、上海、中国
  - 「第2回建築ビエンナーレ/伊丹潤 」中国国家博物館、北京、中国
  - 「Smells & Sound-the invisible in public space /ギュンター・フォクト、逢坂卓郎」
- 2007年
  - 「Blossom Art 2007」東京ミッドタウン、東京
  - 「石田徹也-悲しみのキャンバス展」静岡県立美術館、静岡
  - 「dis-communication Japanese Contemporary Art」省谷美術館、ソウル、韓国
  - 「Asian Contemporary Art Fair New York」日本側事務局、ニューヨーク
- 2008年「アジア編集長会議-横浜」BankART NYK、横浜
- 2009年
  - 「The 1st COREDO Womens´s Art Style 2009」コレド日本橋、東京
  - 「日韓現代アート展」ジャンアートセンター、ソウル、韓国
  - 「韓国、ディアスボアラ展/郭仁植担当」国立現代美術館、京畿道果川市、韓国
  - 「インターシティー釜山/日本側担当」釜山市美術館、釜山、韓国
  - 「アジア編集長会議-ソウル」KIAF-KOEX、ソウル、韓国
  - 「日中韓現代アート展」ハコジェ・ギャラリー、ソウル、韓国
- 2010年「The 2nd COREDO Womens´s Art Style 2010」コレド日本橋、東京
- 2011年「The 3rd COREDO Womens´s Art Style 2011」コレド日本橋、コレド室町、日本橋三井タワー、東京
- 2012年-2015年 ｢チャレンジ・アート・イン・ジャパン」駐日韓国大使館　韓国文化院ギャラリーMI、東京
- 2015年「第56回 ベネチア・ビエンナーレ-All the World’s Futures」石田徹也コーディネーション、ベネチア

## 書籍
- 1985年 「現代美術の読み方」どりーむ
- 1986年 「Wジャパン」6月･7月号掲載
- 1989年 「今を生きる為に」美術雑誌アクリラアート、12月号
- 1990年 「フィランソロピーの精神を日本人も養おう」家庭画報、1月号
- 1994年
  - 「韓国文化」3年間連載（韓国大使館監修）
  - 「文化欄」日本経済新聞社11月22日
- 1995年 「中国・北京アートレポート」月刊ギャラリー
- 1996年
  - 「韓国・光州ビエンナーレ・アートレポート」月刊ギャラリー
  - 「日韓の芸術・文化の考察」雄獅美術雑誌、台湾
- 1998年 「上海美術館報告」読売新聞
- 1999年 「崔正化の世界」ワールドカルチャー
- 2000年
  - 「現代アートギャラリー経営の記」静岡の文化
  - 「第三回光州ビエンナーレ」美術手帖
  - 「第三回光州ビエンナーレ・アジアセクション巡回展」カタログ
  - 「新潟アジア祭・宇都宮美術館」カタログ
  - 「Winter 2001」季刊インターコミュニケーション
  - 「韓国で産声をあげたメディア・アートの国際ビエンナーレ」
  - 「アートレポート イン 北京・上海」 Asian Art-Net Com 12月号
- 2001年
  - 「アートレポート イン マニラ・香港」Asian Art-Net Com 12月号
  - 「韓国のメディアアート」VOICE - PHP 7月号
  - 「新世代の韓国現代美術」大人ぴあ
  - 「韓国のパブリックアート」 読売新聞
  - 「第三回光州ビエンナーレ2000の苦労話」WALK 水戸芸術館
  - 「韓国-金海彫刻プロジェクト報告」美術手帖
- 2002年
  - 「イレブン・イレブン・コリア・ジャパン 2002展」カタログ
  - 「イレブン・イレブン・コリア・ジャパン報告」美術手帖
  - 「日韓文化交流基金NEWS」
  - 「月刊美術」韓国
  - 「釜山ビエンナーレの報告」読売新聞11月12日
- 2003年「伝統と現代の対話を促す建築-伊丹潤展/ギメ東洋美術館」毎日新聞8月26日
- 2004年
  - 「City Net Asia 2003」美術手帖
  - 「Japanese Contemporary Art TV Program」韓国BS放送
- 2007年
  - 「石田徹也-悲しみのキャンバス展」静岡県立美術館パンフレット
  - 「dis-communication」省谷美術館カタログ、ソウル
  - 「中国現代アートに影響を与えるコリアン・バブル・マネー」アートコレクター
  - 「Art in Asia」 No.3
- 2008年
  - 「東京アートフェア−」Art in Asai No.6
  - 「空虚な存在」美術の窓 11月号 石田徹也特集号
- 2009年 「Korean Diaspora Arists in Asia/郭仁植担当」韓国国立現代美術館、ソウル
- 2010年 「石田徹也全作品集」求龍堂出版社

## 講演
- 1989年
  - 「上田雄三レクチャー」NHK研修会、箱根
  - 「現代美術を楽しむには」埼玉県立近代美術館、埼玉
  - 「'90年代現代アートはどうなるか」ハイネケンビレッジギャラリー、東京
- 1991年 「上田雄三レクチャー」西武コミュニティーカレッジ、東京
- 1992年 「ドキュメンタ9 報告」多摩美術大学、東京
- 1995年 「上田雄三レクチャー」埼玉県立近代美術館、埼玉
- 1999年 「日本とアメリカのアートレ・イン・レジデンス」慶安美術館、韓国
- 2002年
  - 「アジアの現代美術」Transnational Law & Business University、韓国
  - 「韓国の現代美術シンポジウム」資生堂 WORDホール、東京
  - 「第二回国際現代美術シンポジウム」新羅大学、釜山、韓国
- 2003年「現代美術のシッポ」<ベネチア・ビエンナーレ-夢と衝突->
- 2004年「International Alternative Space Conference」ソウルSBS-TV/韓国
  - 「アメリカ現代美術の制作現場-河原温を中心に」県民ギャラリー、静岡県立美術館
- 2005年「Glocalization-再生する都市、ヨコハマ」BankART1929、横浜
- 2006年「中国のアート・シーン」<第六回上海ビエンナーレ、第二回北京建築ビエンナーレの報告会> 東京ワンダーサイト青山、東京
- 2007年「なぜアーティストは貧乏なのか? - 芸術という例外的経済 -」
  - 「作家からのメッセージ-現代美術特論」多摩美術大学
  - 「横浜に画廊は育つか」バンクアート・スクール、BankART1929、横浜
- 2008年「アジア編集長会議-横浜」BankART1929、横浜
- 2009年「インターシティー釜山」釜山市美術館、釜山
  - 「アジア編集長会議-ソウル」KOEX、ソウル
  - 「福島沙由美企画/プチシンポジウム」トーキョーワンダーサイト本郷、東京
  - 「グローカリゼーション」取手アートプロジェクト、取手
- 2010年「アジア編集長会議-台北」Sheraton Taipei、台北
- 2011年「アジア編集長会議-横浜／カタストロフィとアート」BankART Mini、横浜

## 出演
- 1997年
  - 「たけしの誰でもピカソ」
  - 「おはようワイドニュース」NHK ニュース
- 1998年 「真夜中の王国」NHK BS
- 1999年 「真夜中の王国」NHK BS
- 2005年 「日本の現代美術番組」韓国EBS-TV
- 2008年 「NHKニュースおはようニッポン」 NHK ニュース
- 2010年 「ロストジェネレーション 石田徹也」 フジテレビ